# Christophe Casanave
 (mars 2020).
Pour les articles homonymes, voir Casanave.
Christophe Casanave est un auteur, compositeur, réalisateur et producteur français, né le 23 juin 1972 à Sète.
Influencé par la pop anglo-saxonne, il a collaboré avec de nombreux artistes comme Marc Lavoine, Juliette Greco, Najoua Belyzel, Hélène Ségara, Elisa Tovati, Gérard Darmon.

## Biographie
À l'âge de 9 ans il perd son père, docker de profession, dans un accident du travail. 
Vers 13-14 ans, il tombe par hasard sur la chanson Help des Beatles et est frappé par la ressemblance de son père avec Paul McCartney. C'est pour lui une révélation et il se met à composer des chansons en anglais à la manière des Beatles ou des Beach Boys, en commençant par jouer de la basse, puis de la guitare.
Quelques années plus tard, à 19 ans, il décroche un contrat chez Vogue mais la boîte fermera très vite ses portes[réf. nécessaire]. Par nécessité, il commence à jouer dans un petit groupe du nom de Hombourg, avec des personnes plus âgées que lui, où il apprend beaucoup pendant six ans[réf. nécessaire].
Par la suite, il fait la rencontre de Jean-Michel Bacou, un arrangeur avec lequel il commence à faire des maquettes. En 2002, ils créent ensemble le groupe Benoît, signé chez Scorpio Music, qui rencontre le succès avec la chanson Tourne-toi Benoît qui se vend à 210 000 exemplaires.
En 2004, par l'intermédiaire de Jean-François Berger qui lui demande une chanson pour terminer le nouvel album de Marc Lavoine, il compose Toi mon amour, qui se classe en 8ème position du Top 50.
Grâce à ce succès, Henri Belolo accepte de l'aider à produire l'artiste Najoua Belyzel qu'il prend alors sous son aile. Après avoir fait ensemble une chanson[Laquelle ?] pour Steeve Estatof, Christophe Casanave compose et coécrit les titres de du premier album de Najoua Belyzel, Entre deux mondes... En équilibre, qui sera 7e au Top 50 en 2006, porté par le single Gabriel vendu à plus de 350 000 exemplaires. 
En 2009, il produit et compose Au féminin, le deuxième album de la chanteuse, qui marquera la fin de sa collaboration avec Scorpio Music, à la suite de désaccords sur la direction artistique et l'exploitation du disque.
En 2012, il compose toutes les chansons de l'album Je descends du singe de Marc Lavoine.
En 2019, il produit et compose Rendez-vous... de la lune au soleil le troisième album de Najoua Belyzel.
En 2020, il crée un site pour donner une chance aux jeunes auteurs, compositeurs, artistes, en leur permettant de contacter des professionnels du milieu de la musique et travaille à la préparation d'une comédie musicale,.
En 2021, il compose la chanson Une fille attend sur l'album Merci pour le regard de Sylvie Vartan.
En 2024, il compose Le protocole, deuxième single extrait de l'album Revolver de Marc Lavoine et l'album Schizophonia de Najoua Belyzel.

## Discographie[11]

### Albums
- 2006 : Najoua Belyzel - Entre deux mondes... En équilibre
- 2008 : Gérard Darmon - On s'aime
- 2009 : Najoua Belyzel - Au féminin
- 2012 : Marc Lavoine - Je descends du singe
- 2017 : Hugh Coltman - U.K Pub Folk
- 2019 : Najoua Belyzel - Rendez-vous... de la lune au soleil
- 2024 : Najoua Belyzel - Schizophonia

### Chansons
- 2006 : Elisa Tovati - Fin de partie
- 2009 : Valérie Lemercier - La grande amour
- 2009 : Marc Lavoine - La semaine prochaine[12]
- 2012 : Claire Keim - Il pleure dans mon cœur
- 2012 : Juliette Greco - C'est la la la / Seule avec toi
- 2014 : Elisa Tovati - Potchipoï
- 2014 : Hélène Ségara - Ces choses qu'on n'oublie pas